# Hórnineith

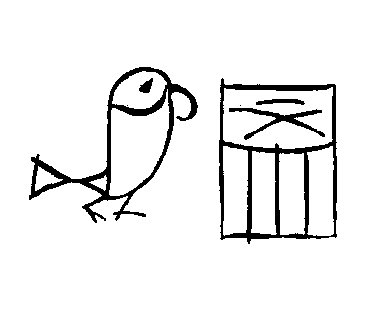
Hórnineith neve

Hórnineith az ókori Egyiptom korai korszakának egyik uralkodója. Kronológiai kapcsolatai ismeretlenek, más lehetőség híján a 0. dinasztia időszakába sorolja az egyiptológia.
Az uralkodó – aki esetleg nő is lehetett Neith alapján – neve eddig csak két kerámiavázáról ismert, amelyek a heluáni 257-es sírból származnak. A név olvasása problémás. Edwin van den Brink és Christiane Koehler a nj és a nj.t hieroglifákat látják a névben. Azonban az egyenes vonal nemcsak az n-betű értelmű hullámvonal lehet, ahogyan Hórni esetében ugyanez a jel szintén gondot okoz. A keresztbe húzott vonalak pedig csak hasonlóak a Neith istennő nevét jelképező nj.t hieroglifához, de nem azonosak azzal. A kapcsolatot esetleg a keresztbe tett nyílvesszők jelenthetik, mert ezeket hasonlóképpen ábrázolták, de nincsen se hegyük, se tolluk. Ráadásul a madár rajza is inkább fecske (wr), mint sólyom (ḥr).

## Titulatúra
A fáraók titulatúrájának magyarázatát és történetét lásd az Ötelemű titulatúra szócikkben.
| G5 |

| G5 |

| N35 · R24 |

| N35 · R24 |

| N35 · R24 |

| N35 · R24 |

| G5 |

| G5 |

| N35 · R24 |

| N35 · R24 |

| N35 · R24 |

| N35 · R24 |